# لورنتز لانج
لورنتز لانج هو قاضي وبروفيسور وسياسي نرويجي، ولد في 23 ديسمبر 1783 في Vang, Hedmark ‏ في النرويج، وتوفي في 8 مارس 1860 في كريستيانية ‏ في النرويج.

## مناصب
- انتخب عضو برلمان النرويج  [لغات أخرى]‏ عن دائرة Akershus amt ‏ خلال فترته النيابية ‏ (1833 – 1835).
- انتخب نائب عضو برلمان النرويج  [لغات أخرى]‏ عن دائرة Kristiania ‏ خلال فترته النيابية ‏ (1821 – 1823).
- انتخب عضو برلمان النرويج  [لغات أخرى]‏ عن دائرة Kristiansand ‏ خلال فترته النيابية ‏ (1815 – 1817).
- انتخب Justice of the Supreme Court of Norway  [لغات أخرى]‏.
- انتخب عضو برلمان النرويج  [لغات أخرى]‏ عن دائرة Kristiansand ‏ خلال فترته النيابية ‏ (8 أكتوبر 1814 – 26 نوفمبر 1814).